# NEXT WAVE
『Next Wave』（ネクスト・ウェイヴ）は、MONDO GROSSOの5枚目のスタジオ・アルバム。2003年6月25日に廉価先行盤が発売。同年9月10日には通常価格盤が発売。発売元はREAL EYES。

## 概要
前作『MG4』から3年ぶりのアルバム。降谷建志、UA、BoAなど様々なアーティストがフィーチャリングで参加。上記で記した「廉価先行盤」「通常価格盤」の違いは歌詞カード添付の有無の違いである。

## 収録曲
全作曲：大沢伸一（特記以外）
1. BLAZE IT UP Vocals by Blu（6:16）
  - 作詞：Robert Hamilton・Y.O.
2. MOTORMOUTH Vocals by LORI FINE(COLDFEET)（6:22）
  - 作詞：Lori Fine
3. WAITIN' FOR T Vocals by saigenji（5:04）
  - 作詞：saigenji
4. Intermezzo Cosmo（0:59）（Instrumental）
5. EVERYTHING NEEDS LOVE Vocals by BoA（5:58）
  - 作詞・作曲：MONDO GROSSO
  - 10thシングル。PV監督はGLAMOOVE。
6. Intermezzo Earth（1:05）（Instrumental）
7. FIGHT FOR YOUR RIGHT Vocals by KELIS（4:54）
  - 作詞：Beastie Boys、作曲：R.Rubin
  - ビースティ・ボーイズのカバー
8. DANCEFLOOR COMBAT Vocals by ARMAND VAN HELDEN（6:38）
  - 作詞：ARMAND VAN HELDEN
9. GRACEFUL WAYS Vocals by ANIS(MONORAL)（6:32）
  - 作詞：Anis・Rie Eto
10. NEXT WAVE Co-produced by TOWA TEI（5:30）
  - 作詞：TOWA TEI
11. TORNADO Co-produced by HARRY ROMERO（6:01）
  - 詞：Harry Romero
12. Intermezzo Sun（1:11）（Instrumental）
13. SHININ' Vocals by Kj（6:33）
  - 作詞・作曲：Kj・大沢伸一
  - 12thシングル
14. 光 Vocals by UA（7:13）
  - 作詞：UA、作曲：MONDO GROSSO
  - 13thシングル